# Armia Renu i Mozeli
Armia Renu i Mozeli (Armée de Rhin et Moselle) – francuski związek armijny okresu Wielkiej Rewolucji Francuskiej.

## Historia
Armia Renu i Mozeli powstała 20 kwietnia 1795 roku z połączenia dwóch dotychczasowych armii: Armii Renu i Armii Mozeli. Zadaniem owej połączonej armii była obrona Alzacji i Lotaryngii, a także walka z wojskami cesarskimi na terenie Niemiec. Do scalenia dawnych rozdzielnych armii doszło z powodu odstąpienia od wojny Prus, co miało miejsce 5 kwietnia. Armia Renu i Mozeli stopniowo zajęła niemal całe południowe Niemcy. W październiku 1796 roku Armia w wyniku niepowodzeń w walce z Austriakami została wycofana na linię Renu. Tam też prowadziła rzadkie walki obronne. Nie wiedząc o zawarciu przez generała Bonapartego rozejmu z Austriakami w Leoben 18 kwietnia 1797 roku, dzień później Armia Renu i Mozeli (wspólnie z Armią Sambry i Mozy) ruszyła z potężną ofensywą w głąb Niemiec. Szybko jednak musiała zawrócić by honorować układ. Sukces Armii stał się jednak dodatkową kartą przetargową Francji w czasie obrad pokojowych w Campo Formio. Powszechnie w Armii Renu i Mozeli widziano sukcesora dawnej Armii Renu. Armia przestała istnieć 29 września 1797 roku. Jej formacje, po połączeniu z Armią Sambry i Mozy, utworzyły Armię Niemiec. Armia Renu i Mozeli brała udział w m.in. bitwach pod Rastatt, Ettlingen, Neresheim i Altenkirchen.

## Dowódcy
- generał Jean-Charles Pichegru; od 20 kwietnia 1795 roku do 4 marca 1796 roku
- generał Louis Charles Antoine Desaix; od 4 marca do 20 kwietnia 1796 roku
- generał Jean Victor Marie Moreau; od 20 kwietnia 1796 roku do 30 stycznia 1797 roku
- generał Louis Charles Antoine Desaix; od 30 stycznia do 9 marca 1797 roku
- generał Jean Victor Marie Moreau; od 9 do 27 marca 1797 roku
- generał Louis Charles Antoine Desaix; od 27 marca do 19 kwietnia 1797 roku
- generał Jean Victor Marie Moreau; od 19 kwietnia do 9 września 1797 roku
- generał Laurent de Gouvion Saint-Cyr; od 9 września 1797 roku do przemianowania